# 3202 Graff
3202 Graff eller A908 AA är en asteroid i huvudbältet, som upptäcktes 3 januari 1908 av den tyske astronomen Max Wolf i Heidelberg. Den är uppkallad efter den engelske astronomen Gareth V. Williams.
Asteroiden har en diameter på ungefär 35 kilometer och den tillhör asteroidgruppen Hilda.